# Ana Moser
Ana Beatriz Moser (Blumenau, Santa Catarina, 14 de agosto de 1968) es una exjugadora brasileña de voleibol y exministra de Deportes de Brasil, cargo que ocupó de enero a septiembre de 2023 - fue la primera mujer en ocupar el cargo desde su creación, en 1995. Actualmente, Ana Moser ocupa el cargo de miembro titular del consejo de vigilancia del Servicio Social del Comercio (Sesc).
Ana Moser formó parte del equipo brasileño que ganó la primera medalla olímpica de voleibol femenino, la medalla de bronce, en Atlanta, 1996. Formó parte de una generación de grandes jugadoras, entre ellas Fofão y Leila, tres veces campeonas del Gran Prix de Vóleibol; al motivar a otras jugadoras, allanó el camino para futuros logros en el deporte, incluida la medalla de oro. La mayor parte del tiempo que estuvo en la cancha, jugando para la selección nacional, Ana Moser ocupó el puesto de capitana.
Moser tiene medallas en las categorías juveniles de la selección brasileña y por ella también compitió en tres ediciones de los Juegos Olímpicos, siendo medallista en el Campeonato Mundial, Copa del Mundo, Copa de Campeones y Juegos Panamericanos. Fue capitana del equipo principal en varias competiciones y ganó títulos importantes, como el tricampeonato del Gran Prix y el bicampeonato del Mundial de Clubes.
Al asumir el mando del Ministerio de Deportes durante el gobierno de Lula, se convirtió en la primera mujer en asumir el cargo y la primera ministra abiertamente lesbiana en Brasil. Es licenciada en educación física y su experiencia como deportista la llevó a fundar el Instituto Esporte & Educação, una organización cuya misión es transformar la vida de niños y adolescentes a través del deporte y la educación.

## Carrera
De origen alemán, nacida en Blumenau (SC), Ana Moser comenzó a jugar voleibol a los 7 años y se mudó a São Paulo a los 16, luego de ser convocada por primera vez para el equipo juvenil. Ingresó al equipo adulto en 1987, y participó en tres ediciones de los Juegos Olímpicos: Seúl, en 1988, Barcelona en 1992 y Atlanta, 1996.
Después de los Juegos Olímpicos de 1992, abandonó la selección nacional, liderando un boicot contra el técnico Wadson de Lima. Regresó al grupo a fines de 1993, con la llegada de Bernardo de Rezende. A partir de entonces, se convirtió en una de las principales armas ofensivas del equipo a lo largo de los años 90. A nivel de clubes, Ana jugó en Transbrasil, Sadia, Colgate/São Caetano, Leite Moça/ Sorocaba, Mizuno/Uniban, Dayvit/Barueri, Universidad de Guarulhos y BCN/Osasco.
Además de haber conquistado, junto con la selección brasileña, varios lugares en importantes campeonatos mundiales de voleibol, como el título del Grand Prix (1994 /1996) y la medalla de bronce en los Juegos Olímpicos, Ana es conocida por la dedicación con la que brindó ella misma al deporte. A lo largo de su carrera sufrió cuatro intervenciones quirúrgicas y tuvo que someterse a innumerables tratamientos fisioterapéuticos para poder cumplir con sus compromisos profesionales.
Sus primeros problemas se remontan a finales de 1995, cuando sufrió una grave lesión en la rodilla, a pesar de haber sido sometido ya a una intervención quirúrgica preventiva a principios de ese mismo año. Contra las predicciones de sus médicos, la atleta logró recuperarse a tiempo para participar en los Juegos Olímpicos de Atlanta, cuando ayudó a su equipo a ganar la medalla de bronce, la primera en toda la historia del voleibol femenino brasileño en unos Juegos Olímpicos.
Se salvó del Gran Prix de 1998 y sólo regresó en el segundo semestre para participar en el Campeonato Mundial. A pesar de presentarse en gran forma en este torneo, Brasil no logró subir al podio y terminó solo en cuarto lugar.
Al año siguiente, Ana participó del Gran Prix y de la Copa del Mundo, competición en la que Brasil se clasificó para los Juegos Olímpicos de Sydney. El 30 de noviembre de 1999 anunció su retiro definitivo de las canchas, lo que estuvo marcado por un partido de despedida que reunió a las principales jugadoras del voleibol nacional de la época: Amigas da Ana Moser contra la Selección de la Superliga.
En el Mundial de 2003, Ana Moser asistió al entrenador José Roberto Guimarães, observando a los equipos contrarios y recopilando información para enriquecer el esquema táctico del equipo en la competición. El compromiso de Ana Moser fue tal que el equipo alcanzó el segundo puesto de la clasificación final.
Ana Moser desarrolló en 1998 un proyecto de formación de deportistas basado en la enseñanza del voleibol en escuelas públicas y privadas de Brasil. Este proyecto fue la inspiración para el trabajo del Instituto Esporte & Educação, creado y presidido por ella.
También trabajó como comentarista de juegos en el canal de televisión por cable ESPN Brasil y también en el canal abierto Rede Bandeirantes, comentando la actuación del equipo femenino en el torneo Montreux Volley Masters, en 2005 y 2006, en Suiza. En 2003, publicó el libro “Pelas Minhas Mãos” ("Por Mi Manos"), donde relata su experiencia como jugadora. En mayo de 2009, Ana Moser quedó inmortalizada al ingresar al selecto Salón de la Fama del Voleibol, convirtiéndose en la cuarta personalidad brasileña en lograr este honor.
En 2014, Moser fue invitada a participar en el reality empresarial "O Aprendiz", en una temporada con celebridades, convirtiéndose luego en la ganadora del concurso. Desde julio de 2015, Ana trabaja como comentarista de voleibol para RedeTV!.

## Actividades cívico-políticas
Dos años después de su jubilación, en 2001, Ana Moser fue la principal coordinadora en la fundación de una Ong dedicada a fomentar la práctica del deporte desde una perspectiva ciudadana: el Instituto Esporte e Educação. Desde esta organización, Ana Moser comenzó a participar activamente en la formulación de gestión y políticas públicas desde la perspectiva de la sociedad civil, además de desarrollar actividades como la Caravana do Esporte, iniciativa creada en 2005.
El 26 de marzo de 2003 fue elegida vicepresidenta de la Comisión Nacional de Deportistas (CNA), instancia dentro de la estructura del Consejo Nacional del Deporte (CNE), órgano colegiado del Ministerio del Deporte. Durante su mandato, el presidente de la CNA fue el ex regatista Lars Grael.
En agosto de 2018, como presidenta del Instituto Esporte e Educação, Ana Moser fue elegida asesora del CNE como representante de una entidad de la sociedad civil dedicada al deporte.
El 14 de noviembre de 2022, Ana Moser fue una de las expertas designadas para integrar el Grupo Técnico Deportivo de la Oficina de Transición de Gobierno, grupo encargado de evaluar la situación de las políticas públicas en el país y, luego, proponer soluciones a los problemas identificados y mejoras de acciones existentes al subsidiar el informe final del Equipo de Transición de Gobierno 2022-2023.

### Ministra de Deportes

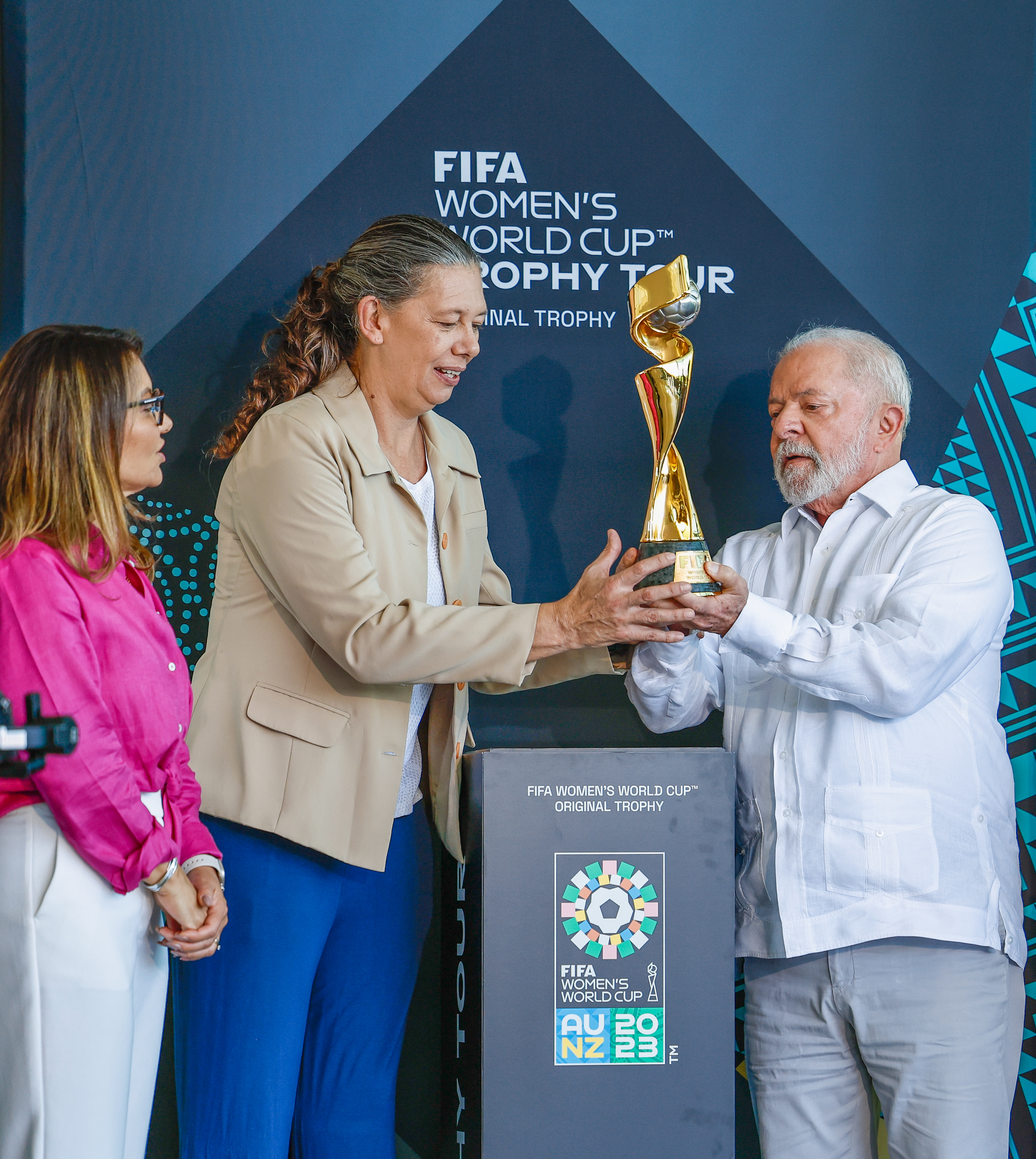
El presidente Lula y la ministra Ana Moser, durante la presentación de la Copa Mundial Femenina de la FIFA Australia y Nueva Zelanda 2023, Palacio da Alvorada, Brasilia - DF.

El 29 de diciembre de 2022, el presidente electo Luiz Inácio Lula da Silva la anunció como futura ministra de Deportes. El Ministerio de Deportes, hasta entonces una secretaría especial del Ministerio de Ciudadanía, fue recreado el 1 de enero de 2023. Asumió oficialmente el cargo el 4 de enero, convirtiéndose en la primera mujer al frente del Ministerio y la primera primera ministra abiertamente lesbiana del país.
El 10 de enero se vio envuelta en una polémica al declarar que los deportes electrónicos no son deportes y que el Gobierno Federal no invertiría en este mercado. Incluso comparó el entrenamiento de los deportistas de deportes electrónicos con el de la cantante Ivete Sangalo, y afirmó que los deportes electrónicos son parte de la industria del entretenimiento, al igual que la música. También dijo: "el juego electrónico no es impredecible. Está diseñado por programación digital, cibernética. Es programación, es cerrado, no es abierto, como el deporte". Estas declaraciones generaron críticas entre deportistas como el streamer Nobru, que calificó de lamentable la decisión de no invertir en deportes electrónicos, Jaime Pádua, cofundador del equipo Furia, que calificó la sentencia de «triste» y «tardada», e influencers, como el streamer y periodista deportivo Casimiro Miguel, quien calificó de «grotesco» y «arcaico» el discurso de la nueva ministra; también hubo críticas de políticos, como el concejal de Río de Janeiro, Carlos Bolsonaro (Republicanos), hijo del expresidente Jair Bolsonaro, y el alcalde de Río de Janeiro, Eduardo Paes (PSD), que se reunió con representantes de los campeonatos de esports para anunciar la creación de una coordinación para el sector, llamando a la capital de Río de Janeiro de «Capital de los E-Sports», diciendo también que «Rio reconoce los e-sports como una modalidad deportiva importante y que trae consigo los principios más importantes aspectos de la práctica deportiva como la disciplina, la concentración, la inclusión social y la competición».
El 13 de septiembre de 2023 se publicó el acto de su destitución del cargo de Ministra de Deportes, en un esfuerzo del gobierno Lula por atraer el apoyo político de Centrão. Fue reemplazada por el diputado federal André Fufuca (Progresistas).

## Características

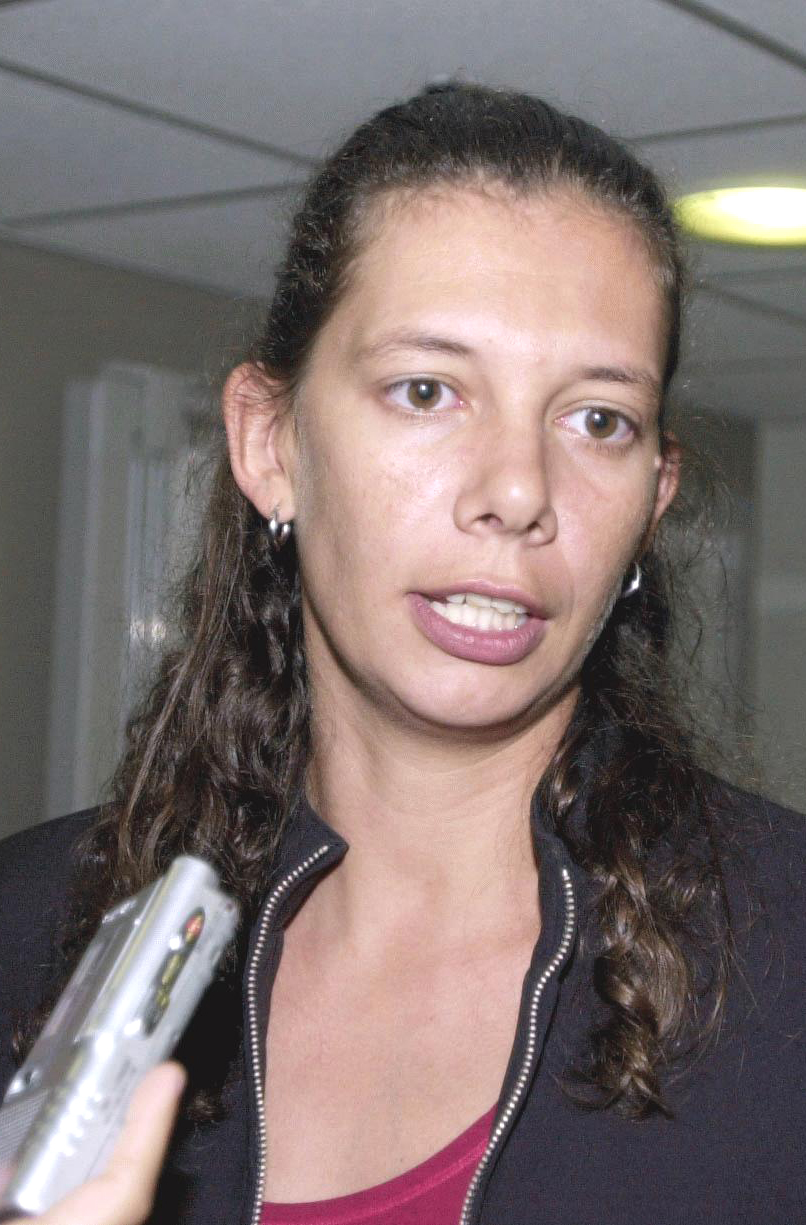
Ana Moser en 2003.

Desde el inicio de su carrera, Ana Moser ha jugado como lateral, destacando en los fundamentos ofensivos. Su altura de 1,85 m - considerada baja para los estándares internacionales en los años 1990 - fue compensada por una fuerza física inusual, que le permitió obtener varios premios individuales como Mejor Delantera y Mejor Saque en importantes torneos internacionales. En los Juegos Olímpicos de Atlanta 1996, Ana Moser realizó un saque trip muy fuerte, alcanzando una velocidad de 106 km/h, marca alcanzada sólo por los atletas de la categoría masculina. Dotada de un gran espíritu de liderazgo, se convirtió en el símbolo de una generación que parecía capaz de llevar al país a la élite del voleibol femenino en el mundo, posición que ya ocupaba el deporte masculino desde principios de los años 80.
Ana dejó huella en su carrera por tener un temperamento fuerte; un hecho conocido sobre la deportista ejemplifica esta afirmación, pues lideró un boicot contra el entrenador Wadson Lima en 1992, que la apartó de la selección nacional por un año. También fue una de las principales responsables de los altercados con la selección cubana, que desembocaron en la pelea generalizada que siguió a la derrota de Brasil en las semifinales de los Juegos Olímpicos de Atlanta. En la citada semifinal olímpica de Atlanta, Ana se enfrentó sola a la red a las atletas cubanas, después de un partido muy disputado, pidiendo "respeto" a todas, pero en especial a Mireya Luis, capitana y comandante de las provocaciones por parte del equipo cubano. durante todo el partido.
Después de alejarse de las canchas, fue una de las pocas atletas que criticó abiertamente a la CBV (Confederación Brasileña de Voleibol), cuando surgió una nueva crisis entre las jugadoras y el entrenador, en este caso Marco Aurélio Motta, designado en 2001 como sucesor de Bernardo de Rezende, que en aquel momento se había hecho cargo del voleibol masculino.

## Clubs
| Club                      | País   | Desde | Hasta |
| Transbrasil/Pinheiros     | Brasil | 1985  | 1988  |
| Sadia Esporte Clube       | Brasil | 1988  | 1991  |
| São Caetano Esporte Clube | Brasil | 1991  | 1993  |
| Leite Moça/ Sorocaba      | Brasil | 1993  | 1996  |
| Mizuno/Uniban             | Brasil | 1996  | 1997  |
| Dayvit/Barueri            | Brasil | 1997  | 1998  |
| Universidade de Guarulhos | Brasil | 1998  | 1999  |
| BCN/Osasco                | Brasil | 1999  | 1999  |

## Títulos y resultados
- Diez veces campeona del Campeonato Paulista: 1985, 1986, 1987, 1988, 1989, 1990, 1991, 1993, 1995 y 1997[14]
- Subcampeona del Campeonato Paulista: 1999[14]
- 4to puesto en el Campeonato Paulista: 1998[37]
- Campeona de la Copa São Paulo: 1999[8]
- Campeona de los Juegos Regionales de São Paulo: 1993, 1994 y 1995[8]
- Campeona de los Juegos Abiertos del Interior de São Paulo: 1993[8]
- Campeona de la Liga Nacional de Clubes de Voleibol Femenino: 1988-89, 1989-90 y 1990-91, 1991-92[8]
- Subcampeona de la Liga Nacional de Clubes de Voleibol Femenino: 1992-93[38]
- Campeona del Campeonato Sudamericano de Clubes: 1988,1989,1990, 1991, 1992[8]
- Subcampeona del Campeonato Sudamericano de Clubes: 1996[37]
- Campeona de la Superliga A de Brasil: 1994-95[39]
- Subcampeona de la Superliga A de Brasil: 1996-97[39]
- 6to puesto en la Superliga A de Brasil: 1997-98[39]
- 4to puesto en la Superliga A de Brasil: 1998-99[39]
- Campeona de la Copa Internacional: 1995[8]
- Subcampeona del Torneo Mundial Preolímpico ( Italia): 1988[37]
- 6to puesto en los Juegos Olímpicos de Verano de 1988 (Seúl,  Corea del Sur)[9]
- 4to puesto en los Juegos Olímpicos de Verano de 1992 (Barcelona,  España)[9]

## Premios individuales
- MVP del Campeonato Mundial de Voleibol Femenino Sub-20 de 1986[37]
- Mejor Delantera del Campeonato Mundial de Voleibol Femenino de 1990[37]
- MVP del Campeonato Sudamericano de Voleibol Femenino 1991[37]
- Mejor Delantera del Campeonato Sudamericano de Voleibol Femenino 1991[37]
- Mejor Delantera de la Liga Nacional de Voleibol Femenino 1991[37]
- Mejor servicio de los Juegos Olímpicos de Verano de 1992[37]
- Mejor sacadora del Campeonato Mundial de Clubes de Voleibol Femenino 1994[37]
- 1994 MVP del Masters de Voleibol de Montreux[37]
- Mejor Delantera del Top Four Mundial de Voleibol de 1994[37]
- Máxima goleadora de la Liga Nacional de Voleibol Femenino de 1996[37]
- MVP del Campeonato Sudamericano de Clubes de Voleibol Femenino 1996[37]

## Honores
- Salón de la Fama del Voleibol - 2009[40]